# دنی اوجدا
دنی اوجدا (انگلیسی: Dani Ojeda؛ زادهٔ ۳ دسامبر ۱۹۹۴) بازیکن فوتبال اهل اسپانیا است.
از باشگاه‌هایی که در آن بازی کرده‌است می‌توان به باشگاه فوتبال لگانس اشاره کرد.